# ロッキン・ダウン・ザ・ハイウェイ ザ・ワイルドライフ・コンサート
『ロッキン・ダウン・ザ・ハイウェイ ザ・ワイルドライフ・コンサート』（Rockin' Down the Highway: The Wildlife Concert）は、アメリカ合衆国のロック・バンド、ドゥービー・ブラザーズが1996年に録音・発表したライブ・アルバム。

## 解説
野生生物保護協会(Wildlife Conservation Society)のために行われたベネフィット・コンサートの模様を収録している。「スロウ・バーン」は新曲で、「ワイルド・ライド」はパトリック・シモンズのソロ・アルバム『テイク・ミー・トゥ・ザ・ハイウェイ』（1996年）が初出の曲である。
Stephen Thomas Erlewineはオールミュージックにおいて5点満点中2点を付け「グループは『Rocking' Down the Highway』の全編においてレイドバックしており、懐旧に満ちていることから、このアルバムは同じくバンドの黄金時代を懐かしむファンに最適」と評している。

## 収録曲
特記なき楽曲はトム・ジョンストン作。

### ディスク1
1. デンジャラス - "Dangerous" (Patrick Simmons) - 5:56
2. 希望の炎 - "Jesus Is Just Alright" (Arthur Reid Reynolds) - 4:52
3. 君の胸に抱かれたい - "Take Me in Your Arms (Rock Me a Little While)" (Holland-Dozier-Holland) - 3:48
4. スロウ・バーン - "Slow Burn" (Tom Johnston, John McFee, Keith Knudsen, Michael Hossack) - 4:44
5. ディペンディン・オン・ユー - "Dependin' on You" (P. Simmons, Michael McDonald) - 4:12
6. アナザー・パーク - "Another Park, Another Sunday" - 5:04
7. ザ・ドクター - "The Doctor" (T. Johnston, Charlie Midnight, Eddie Schwartz) - 4:31
8. スラック・キー・ソキュアル・ラグ - "Slack Key Soquel Rag" (P. Simmons) - 1:59
9. サウス・シティ・ミッドナイト・レディ - "South City Midnight Lady" (P. Simmons) - 5:37
10. 銀色の瞳 - "Eyes of Silver" - 3:12
11. ブラック・ウォーター - "Black Water" (P. Simmons) - 4:32
12. ドゥービー・ストリート - "Takin' It to the Streets" (M. McDonald) - 4:44

### ディスク2
1. ロッキン・ダウン・ザ・ハイウェイ - "Rockin' Down the Highway" - 3:27
2. ミニット・バイ・ミニット - "Minute by Minute" (M. McDonald. Lester Abrams) - 4:22
3. ワイルド・ライド - "Wild Ride" (P. Simmons. C. Midnight) - 3:55
4. チャイナ・グローヴ - "China Grove" - 4:02
5. ダーク・アイド・ケイジャン・ウーマン - "Dark Eyed Cajun Woman" - 5:58
6. ニールのファンダンゴ - "Neal's Fandango" (P. Simmons) - 3:27
7. ウィズアウト・ユー - "Without You" - 6:45
8. クリア・アズ・ザ・ドリヴン・スノウ - "Clear as the Driven Snow" (P. Simmons) - 5:22
9. エキサイテッド - "Excited" (T. Johnston, J. L. Williams) - 5:30
10. ホワット・ア・フール・ビリーヴス - "What a Fool Believes" (M. McDonald, Kenny Loggins) - 3:54
11. ロング・トレイン・ランニン - "Long Train Runnin'" - 5:55
12. リッスン・トゥ・ザ・ミュージック - "Listen to the Music" - 5:31

## 参加ミュージシャン
- トム・ジョンストン - ボーカル、ギター
- パトリック・シモンズ - ボーカル、ギター
- ジョン・マクフィー - ギター、ヴァイオリン、ボーカル
- キース・ヌードセン - ドラムス、ボーカル
- マイケル・ホサック - ドラムス、パーカッション
- マイケル・マクドナルド - キーボード、ボーカル
- スカイラーク - ベース
- デイル・オカーマン - キーボード、ギター、ボーカル
- ダニー・ハル - キーボード、サックス、ハーモニカ、ボーカル

アディショナル・ミュージシャン
- ガイ・アリソン - キーボード
- コーネリアス・バンパス - キーボード、サックス、ボーカル
- バック・ジョンソン - バックグラウンド・ボーカル
- Carlos Guaico - バックグラウンド・ボーカル